# 제주여성 노동요
제주여성 노동요는 제주특별자치도 제주시에서 여성들이 노동을 하면서 부르는 일노래이다. 2013년 12월 27일 제주특별자치도의 향토유산 제4호로 지정되었다가, 2016년 12월 21일 해제되었다.

## 지정 사유
인정인은 1938년 친정어머니인 이세인에게서 전수하여 국악에 입문, 1968년 10월 전국민속경연대회에 출연하는 등 노동요 전승에 노력하였으며, 2005년부터 현재까지 국악협회 소속으로 제주도 민요 제작 등 제주여성노동요의 전수활동을 통해 사라져가는 전통의 소리를 보급하고, 후학들을 지도 전승하기 위해 노력하고 있음에 따라 향토유산으로 지정 보호할 가치가 크다.